# Algernon Percy, 4.º Duque de Northumberland
Algernon Percy, 4.º Duque de Northumberland, KG, PC, FRS, FSA, FRGS, FRAS (15 de dezembro de 1792 - 12 de fevereiro de 1865), nomeou Lorde Algernon Percy desde o nascimento até 1816 e era conhecido como Lord Prudhoe entre 1816 e 1847, era um comandante naval britânico, explorador e político conservador.

## Início da vida
Northumberland  foi o segundo filho do general Hugh Percy, II duque de Northumberland, e sua segunda esposa Frances Julia, filha de Peter Burrell. Foi educado em Eton  e St John's College, Cambridge.

## Carreira naval
Northumberland entrou na Marinha Real em março de 1805, aos 12 anos, a bordo do HMS Tribune e serviu nas Guerras Napoleônicas. Em 1815, quando tinha apenas 22 anos, ele foi promovido a capitão, assumindo o comando do HMS Cossack em agosto, e comandando-a até que ela foi desmembrada cerca de 10 meses depois. No ano seguinte, aos 23 anos, ele foi elevado à Irmandade como Baron Prudhoe , de Prudhoe Castle, no condado de Northumberland (Prudhoe sendo uma cidade em Northumberland). Entre 1826 e 1829 ele fez parte de uma expedição ao Egito, Núbia e ao Levante. Em 1834, ele viajou para o Cabo da Boa Esperança com John Herschel para estudar as constelações do sul.
Northumberland tornou-se o primeiro presidente da recém-criada Instituição Nacional para a Preservação da Vida desde o naufrágio em 1834, e tornou-se o presidente de seu sucessor, o Royal National Lifeboat Institution. Em 1851, ele ofereceu um prêmio de £ 200 por um novo projeto de barco salva - vidas de autodireção, vencido por James Beeching, que se tornou o modelo padrão para a nova frota da Royal National Lifeboat Institution.
Em 1862 ele se tornou um almirante da Marinha Real na Lista Reservada.

## Carreira política
Northumberland sucedeu seu irmão mais velho sem filhos no ducado em 1847. Em 1852 ele foi jurado do Conselho Privado e nomeado Primeiro Lorde do Almirantado, com um assento no gabinete, pelo Conde de Derby, um posto que ele manteve até a queda do governo em dezembro de 1852. Em 1853 ele foi feito cavaleiro da Jarreteira.

## Vida pessoal
Northumberland casou-se, aos 49 anos, com Lady Eleanor Grosvenor, filha de Richard Grosvenor, 2.º Marquês de Westminster, em 25 de agosto de 1842, na praça St. George, em Hanover Square. Eles não tiveram filhos. Como resultado da gota em sua mão direita, ele morreu em fevereiro de 1865, aos 72 anos no Castelo de Alnwick e foi enterrado no Northumberland Vault, na Abadia de Westminster. Ele foi sucedido em seus títulos por seu primo, George Percy, 2.º Conde de Beverley, exceto pelo baronato de Percy, que passou pela linha feminina para seu sobrinho-neto, John Stewart-Murray, 7.º Duque de Atholl. A duquesa de Northumberland morreu em 4 de maio de 1911.
Foi membro da Royal Society, da Society of Antiquaries, da Royal Geographical Society, da Royal Astronomical Society, do Royal United Services Institute e da Royal Institution, de um diretor da British Institution e de um curador do British Museum.
Northumberland era um bom amigo do explorador do Ártico, John Franklin, e Prudhoe Bay, na costa norte do Alasca, recebeu o seu nome.